# United States Congress Joint Economic Committee
El Joint Economic Committee (JEC) (Comité Económico Mixto) es uno de cuatro comisiones mixtas del Congreso de los Estados Unidos. El comité fue establecido como parte del Employment Act of 1946 (Ley de Empleo de 1946), quien consideró al comité responsable de informar la condición económica actual de los Estados Unidos y de hacer sugerencias para mejorar la economía. El presidente del JEC es el senador Bob Casey de Pensilvania.

## Historia
El 22 de marzo de 2007, el Comité publicó, bajo el nombre del Miembro de Alto Rango, Jim Saxton, un reporte titulado: "Nanotechnology: The Future is Coming Sooner than you think" que aborda temas tales como la Nanotecnología y la Singularidad tecnológica.

## Jurisdicción
- Estudiar las implicaciones del Economic Report of the President (Informe económico del Presidente)
- Buscar formas de coordinar programas involucrados en el Report (Informe)
- Presentar un informe anual sobre su estudio de estas implicancias y programas con el Senado, la Cámara de Representantes, y todos los comités del Congreso teniendo deberes legislativos relacionado con el Reporte (Informe)
- Hacer otros informes y recomendaciones al Senado y la Cámara como los miembros del comité lo consideren necesario.
- Llevar a cabo audiencias sobre el informe y otros asuntos económicos como los miembros del comité lo consideren necesario.[1]

## Miembros,112.º Congreso
|                       | Mayoría | Minorías |
| --------------------- | --- | --- |
| Miembros del Senado   | - Bob Casey, Pensilvania, Presidente - Jeff Bingaman, Nuevo México - Amy Klobuchar, Minnesota - Jim Webb, Virginia - Mark Warner, Virginia - Bernie Sanders, Vermont           | - Jim DeMint, South Carolina, M. de Alto Rango - Dan Coats, Indiana - Mike Lee, Utah - Pat Toomey, Pensilvania       |
| Miembros de la Cámara | - Kevin Brady, Texas, Vice Presidente - Michael Burgess, Texas - John Campbell, California - Justin Amash, Míchigan - Sean P. Duffy, Wisconsin - Mick Mulvaney, South Carolina | - Maurice Hinchey, New York - Carolyn B. Maloney, New York - Elijah Cummings, Maryland - Loretta Sanchez, California |